# Stadtmauer Korneuburg

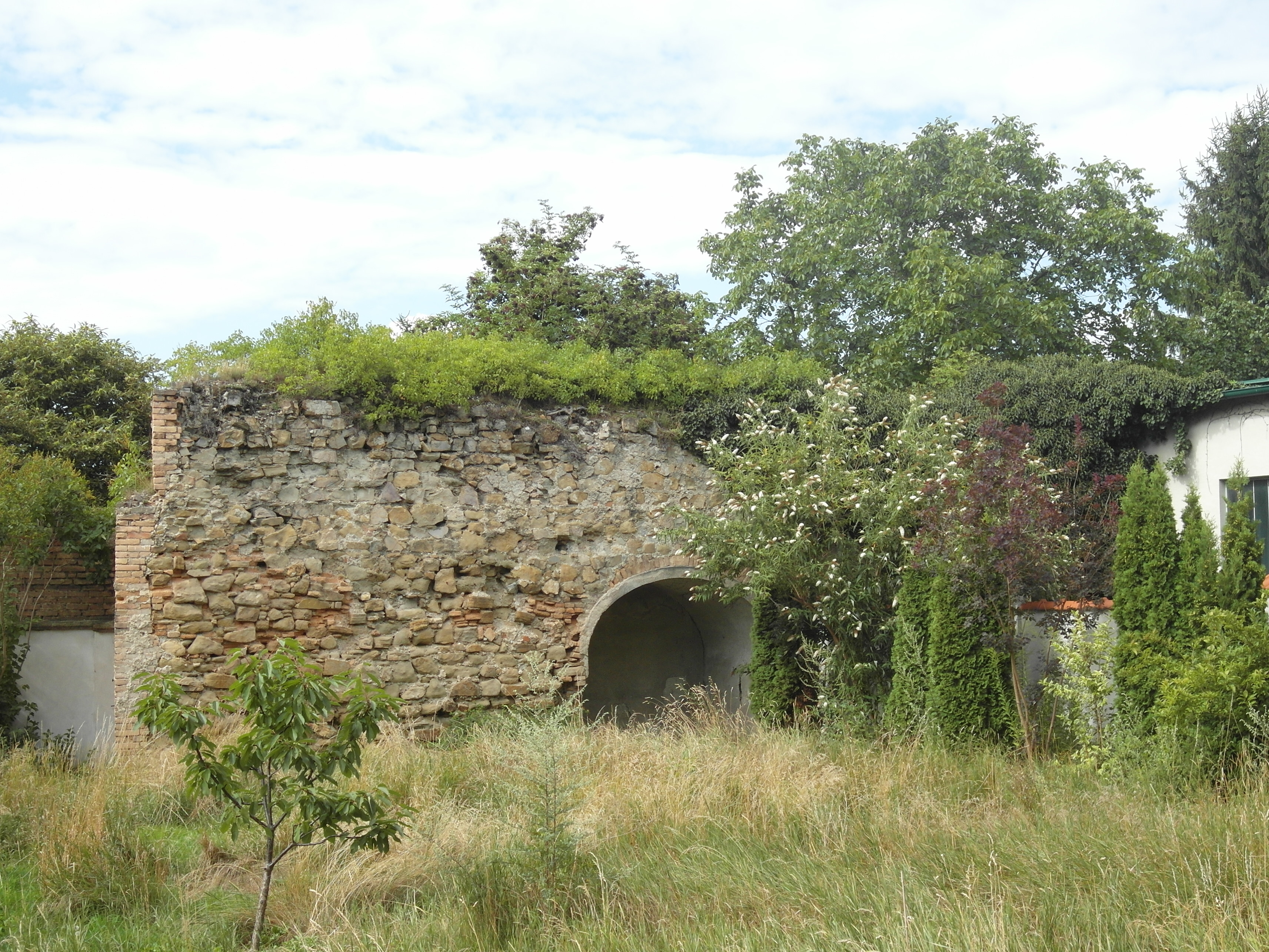
Teilstück der Stadtmauer in Korneuburg

Die Stadtmauer in der Stadtgemeinde Korneuburg im Bezirk Korneuburg in Niederösterreich wurde ab dem Beginn des 14. Jahrhunderts errichtet, nach anderen Angaben bereits vor 1231. Sie steht unter Denkmalschutz (Listeneintrag).
Die Mauer umfasste die Stadt innerhalb des heutigen Ringes. Erste Befestigungsanlagen wurden bereits zu Beginn des 14. Jahrhunderts angelegt. 1421–1440 wurde die Stadtmauer aus Steinen der Steinbrüche in Höflein mit einer Breite von rund zwei Metern und einer Höhe von sechs bis acht Metern verstärkt. Ihr waren eine zweite, niedrigere Mauer und dazwischen ein tiefer Graben, in den das Wasser der kleinen Bäche der Umgebung geleitet wurde, vorgelagert. Von 1440 bis 1447 wurde der Stadtturm als Wachturm erbaut, Mitte des 17. Jahrhunderts wurden sechs Ravelins angelegt.
Der Wehrgraben wurde 1829 eingeebnet, die vier Stadttore zwischen 1842 und 1877 abgetragen.
Heute ist im Bereich hinter dem Finanzamt der größte erhaltene Teil der Stadtmauer inklusive Resten des Stadtgrabens erkennbar. Am Wiener Ring befindet sich ein weiteres, im Jahre 2005 restauriertes Stück der Stadtmauer. Von der ursprünglichen rund 1650 Meter langen Stadtmauer sind heute noch 185 Meter erhalten.